# Epamandourum
Epamandourum (o Epamantadurum) va ser una ciutat romana situada entre Vesontio (Besançon) i Larga (Lagitzen), i travessada pel riu Doubs. D'aquella època s'ha trobat una pedra que porta una inscripció amb el nom de Trajà i es conserven restes dels dos ponts que van unir les dues ribes de la ciutat i dels forts que els protegien. És l'actual Mandeure (districte de Montbéliard, departament del Doubs).
A la regió s'han fet excavacions que han permès trobar nombroses restes romanes, com monedes, gerres, objectes d'or, plata i bronze, medalles, estàtues, columnes, urnes i fragments d'objectes diversos. També s'han descobert les ruïnes de l'aqüeducte, de tres temples i dels banys, i un teatre tallat a la roca. Així mateix, hi ha restes de la via romana anomenada "via del Cèsar" (en francès Chaussée de César). Cèsar va sortir de Vesontio per combatre a Ariovist, va remuntar la vall del Doubs i probablement va arribar a la ciutat. Algun historiador proposa un lloc a prop de Montbéliard com a escenari de la derrota d'Ariovist el 58 aC, dada que no està d'acord amb el que escriu el mateix Cèsar.